# محافظة القادسية
محافظة القادسية أو محافظة الديوانية أو كما كانت تسمى سابقا لواء الديوانية، هي إحدى محافظات العراق. ويقدر تعداد سكان المحافظة بحوالي مليون ونصف المليون نسمة بحسب إحصاء عام 2014 ومركزها مدينة الديوانية. هي إحدى محافظات منطقة الفرات الأوسط في العراق ويمر فيها فرع من نهر الفرات يعرف بشط الحلة، وعند دخوله إلى الديوانية يعرف بشط الديوانية يحد المحافظة شمالاً
محافظة بابل ومن الغرب محافظة النجف  ومن الشرق محافظتين هما محافظة واسط  و محافظة ذي قار ومن الجنوب محافظة المثنى .

## التاريخ
ظهر اسم الديوانية وبزغ نجمها وشاع ذكرها في العقد السابع من القرن الثاني عشر الهجري، وقد تعرض لذكرها كتاب وسياح غربيون وشرقيون، وأول من وصفها في رحلته التي ابتدأت عام 1754م وانتهت عام 1758م هو الدكتور آدم آيفز وجاء فيها ما ملخصه:
وورد ذكر الديوانية في كتاب السائح «إبراهام بارسنز» في رحلة قام بها في نهر الفرات من الحلة إلى البصرة، وصف فيها اللملموم وأنها واقعة جنوب الديوانية وذلك عام 1774م.
وفي كتاب «مطالع السعود المختصر» ذكر الديوانية بعد أن ساق صاحب الكتاب حديثه في خروج الوالي سليمان باشا لتأديب خزاعة لأنها أظهرت العصيان، فقال:
وفي نفس الكتاب قال عن الديوانية:
وفيه أيضاً:
أما صاحب كتاب قرة «العين في تأريخ الجزيرة والعراق والنهرين» فيوصفها كالآتي:
ولعله أراد بها الحسكة، لأن الديوانية غير موجودة في القرن الحادي عشر الهجري وإنما عرف إسمها بعد هذا القرن.

يعد عام 1834 الذي يمثل نقطة انطلاقا التنظيم الإداري في العراق الذي أرست دعائمه الحكومة العثمانية بسلسلة مستمرة من التغيرات والتعديلات الإدارية، ففي عام 1858 كانت تمثل قضاءً ادارياً يعرف بقضاء الديوانية وهو أحد التشكيلات الإدارية التي كانت تابعة للواء الحلة الذي يتبع بدورة ولاية بغداد.

وفي العام 1890 رفعت مرتبتها الإدارية إلى مرتبة لواء، صار يعرف بلواء الديوانية، ثم توالت على خريطتها العديد من التعديلات الإدارية، فتأرجحت رقعتها المساحية بين الاتساع، بضم بعض المناطق إليها تارة - والتقلص بسلخ بعض المناطق وفك ارتباطها الإداري منها تارة أخرى وقد اقترن ذلك بتغير عدد سكانها أيضاً، وفي محاولة جديدة لإعادة هيكلة التنظيم الإداري في العراق فقد صدر قانون المحافظات رقم (159) لسنة 1969 وبموجبه قسم العراق إلى ست عشرة وحدة إدارية رئيسة، أطلق على كل منها اسم محافظة بدلاً من لواء بعد إجراء بعض التعديلات على حدودها. فأصبح لواء الديوانية يعرف باسم محافظة الديوانية.

## الجغرافيا

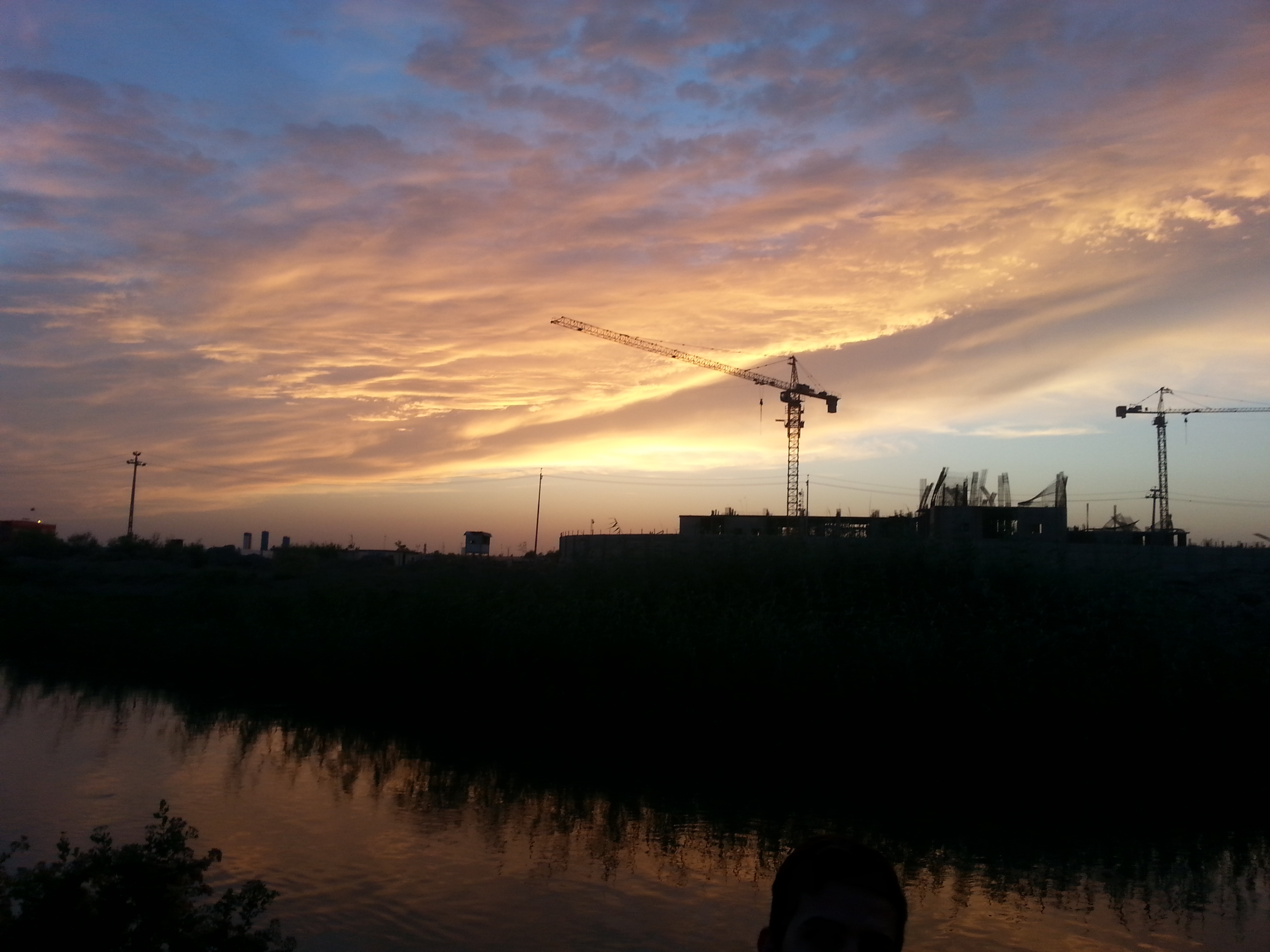
الغروب في محافظة الديوانية

تعد أراضي محافظة القادسية جزءاً من السهل الرسوبي العراقي الذي يتصف بشكل عام بانحداره البسيط من الشمال الغربي باتجاه الجنوب والجنوب الشرقي، فيمر خط الكنتور (24م) في ناحية الدغارة وخط (22م) في ناحية السنية وخط الكنتور (21م) في مدينة الديوانية وخط (18.5م) في ناحية السدير وخط (17م) في قضاء الحمزة، ثم ينخفض في أقصى جنوب شرق المحافظة ليصل إلى (10م).
كما تظهر تباينات ثانوية وأخرى محلية في سطح المحافظة جراء عوامل عديدة، أهمها عملية الترسيب الفيضية والريحية يمكن بيان طبيعتها عن طريق تقسيم سطح المحافظة إلى أربعة أقسام وتتمثل أولاً بالسهل الفيضي الذي يشغل أغلب جهات المحافظة وبنسبة (90.9%) وتكوّن بفعل الأرسبات التي جلبها نهر الفرات وفروعه ضمن منطقة الدراسة خلال مواسم الفيضانات، ويتسم الارتفاع النسبي عند ضفاف النهار مقارنة بالمناطق التي تقع خلفها ويرجع هذا التباين إلى ترسيب المواد الخشنة بقدر أكبر في المناطق القريبة أثناء طغيان النهر مكونة أنطقة طولية حول امتدادات الأنهار وفروعها تعرف بأكتاف الأنهار على حين تترسب الذرات الطموية الدقيقة وبحجم أقل بعيداً عن مجاري الأنهار لتكون ما يعرف بأحواض الأنهار.

شط الشامية

أما منطقة المنخفضات الضحلة وشبه الضحلة تمثل القسم الثاني من أقسام السطح، وتتوزع في كل من الجزء الشمالي الغربي من المحافظة متمثلة ببقايا (هـور ابن نجم) في قضاء الشامية وأهـوار (أبي بلام والجبور وآل ياسر) في الجزء الشمالي الغربي من ناحية السنية والجزء الشمالي الغربي من ناحية الشافعية، فضلاً عن الجزء الشمالي الشرقي المتمثل بهور الدلمج في قضاء عفك ولا تتجاوز نسبة هذه المنطقة (4,1 %) من مساحة المحافظة. وتتسم هذه المنطقة بانخفاض مستوى سطحها لذلك ترتفع فيها المياه الجوفية قريباً من السطح.
وفيما يتعلق بالقسم الثالث (منطقة الكثبان الرملية) فإنها تقع في الجزء الجنوبي الشرقي من المحافظة والمتمثلة بأراضي قضاء عفك وناحية آل بدير. وكان للرياح الشمالية الغربية دوراً واضحاً في نقل ذرات الرمال من المناطق المجاورة خصوصاً الهضبة الغربية على هيأة كثبان رملية مبعثرة وغير ثابتة، وتبلغ نسبة المساحة التي تحتلها هذه المنطقة (1,3 %) فقط من مساحة المحافظة.
وبالنسبة للقسم الرابع والذي تمثله المساحات الرملية فهي تغطي الجزء الجنوبي الغربي من المحافظة، في المنطقة المحصورة بين غرب نهر الفرات والحدود الإدارية الغربية للمحافظة، وهي بمثابة منطقة انتقالية بين السهل الفيضي والهضبة الغربية، تغطي سطحها أحجار جبسية قابلة للذوبان في الماء، وهو ما أدى إلى زيادة حجم مساماتها ولا تؤلف هذه المنطقة سوى (3,7%) من المساحة الكلية للمحافظة.
تخلص مما تقدم أن سطح المحافظة على الرغم من تباينه في الارتفاع إلا أنه لا يعد معرقلاً لسير العمليات الزراعية سوى أن قلة الانحدار أدت إلى صعوبة الصرف السطحي لمياه الري الزائدة وبالتالي ظهور مشكلة الملوحة.

## الوضع الاجتماعي
من أهم معالم مركز المحافظة العصرية هي أرض المرح (مدينة الخيول) التي يتجمع فيها الكثير من الناس في الأعياد والأفراح وخاصة عيد الفطر وعيد الأضحى والمعلم الآخر هو سوق الديوانية الذي يوجد فيه سوق التجار وسوق العلاوي وسوق هرج وبعض الأسواق الأخرى توجد فيها الكثير من السلع المختلفة مثل الملابس والأطعمة والأجهزة المختلفة. أما أهم احياء مركز المحافظة فهي أحياء الفرات ورفعت والعروبة و-م الخيل والجزائر والضباط والمزاريج والخصيمة وحي الحضارة وحي الوحدة وحي الصدر «العسكري» و-حياء أخرى.
الديوانية محافظة رائعة وآمنة ومصنع رائع للممثلين والرياضين والفنانين والأطباء والمهندسين. يوجد بها الكثير من الإعداديات المرموقة مثل إعدادية قتيبة وثانوية المتميزين والإعدادية المركزية والجواهري وغيرها، الحياة في الديوانية تتسم بالهدوء والاستقرار .

## الموارد المائية
تضم الديوانية موارد مائية سطحية والتي تتمثل بمجموعة من الأنهار وما يتفرع منها من جداول فضلا عن الموارد المائية الجوفية ولكنها ليست ذات جدوى يعول عليها في المجال الزراعي بسبب ملحوتها أولا وكلفتها الاقتصادية ثانيا فضلا عن الوفرة النسبية لشبكة الجداول في المحافظة وسوف نتطرق لها على النحو الآتي:-
1. شط الديوانية:
يعد أطول مجرى مائي يمر في المحافظة، إذ يبلغ طوله (123كم) وتبلغ طاقته التصريفية (60م3/ ثا) ويروي مساحة قدرها (550000 دونم). يمر شط الديوانية بناحية السنية ومركز قضاء الديوانية وناحية السدير ومركز قضاء الحمزة مستمراً في جريانه حتى يتلاشى في قضاء الرميثة، ويتفرع منه أثناء مسيرته جدول الشافعية الحديث الذي يبلغ طوله (30 كم) وبتصريف (30 م3/ ثا) ويروي مساحة تقدر بـ (91630 دونم) موزعة ما بين ناحيتي الشافعية والسدير. ويتفرع من جدول (الشافعية الحديث) جدول نورية الحديث بطول (28كم) وطاقة تصريفية (1.5م3/ ثا).
2. شط الدغارة:
يمثل مع شط الديوانية الفرعين الرئيسين لشط الحلة، ويعدان المصدرين الرئيسيين لمياه الري في المحافظة، ويبلغ طوله (70 كم) وطاقته التصريفية (43م3/ ثا) أما معدل المساحة التي يرويها فتبلغ (360000 دونم) تقع ضمن أراضي الدغارة وسومر وعفك وآل بدير. وتتفرع منه عدة جداول رئيسية وأخرى ثانوية يبلغ مجموعها (20 جدول) أهمها جدول الثريمة وجدولي الحرية الشمالي والجنوبي على الجهة الشرقية منه، ويبلغ معدل المساحة التي ترويها (10793 دونم).
3. شط الشامية:
يدخل حدود المحافظة من جهة الشمال الغربي _ بعد تفرعه من شط الهندية (هو وشط الكوفة) جنوب مدينة الكفل – ماراً بنواحي المهناوية والصلاحية ومركز قضاء الشامية وناحية غماس لينتهي بعدة جداول تصب في شط الشنافية ليكون معاً نهر الفرات الرئيس ضمن أراضي الشنافية، ليتفرع مرة أخرى إلى فرعي السبيل والعطشان إلى الجنوب من ناحية الشنافية وبذلك يقطع مسافة طولها (80 كم) وبطاقة تصريفية (140,3م3/ ثا) يروي مساحة قدرها (384000 دونم) ويتفرع من شط الشامية (128) جدولاً أهمها جدول المهناوية بطول (21كم) وطاقة تصريفية قدرها (12م3/ثا) وتقدر مساحته الإروائية بـ (25000 دونم).
4. شط الشنافية:
يظهر نهر الفرات في منطقة الدراسة جرّاء التقاء شط الشنافية بشط الكوفة (أبو صخير) شمال ناحية الشنافية ويواصل النهر جريانه ضمن حدودها لمسافة (18.5كم) يتفرع بعدها إلى فرعي السبيل والعطشان اللذان يتجهان نحو الجنوب الشرقي حتى يدخلا أراضي محافظة المثنى ويبلغ طول النهر ضمن المحافظة (70كم) وطاقته التصريفية القصوى (1790م3/ ثا) ويروي مساحة قدرها (200000 دونم)(10).

## الموقع
هي إحدى محافظات منطقة الفرات الأوسط. التي يضمها سهل العراق الفيضي الرسوبي، ويتحدد الموقع الفلكي للمحافظة بين دائرتي عرض 31.17 و 32.24 شمالاً، وخطي طول44.24 و 45.49 شرقاً. أما حدودها الإدارية، فيحدها من الشمال محافظتا بابل وواسط، ومن الشرق محافظتا ذي قار وواسط، ومن الجنوب محافظة المثنى، ومن الغرب محافظة النجف.

## التقسيمات الإدارية
تضم المحافظة حالياً خمس عشرةَ وحدة إدارية، منها أربعة أقضية وإحدى عشرة إدارية بمستوى ناحية، وعلى النحو الآتي:
1. قضاء الديوانية: ويضم مركز قضاء الديوانية، ونواحي: السنية، والشافعية، والدغارة.
2. قضاء الشامية: ويضم مركز قضاء الشامية، ونواحي: غماس، والمهناوية، والصلاحية.
3. قضاء عفك: ويضم مركز قضاء عفك، ونواحي آل بدير وسومر وناحية نفر .
4. قضاء الحمزة: ويضم مركز قضاء الحمزة، وناحيتي: السدير، والشنافية.

## الوضع الاقتصادي
تحتوي المحافظة على بعض المصانع الكبيرة العائدة للدولة العراقية مثل معمل ألبان الديوانية وهو على الطريق المؤدي إلى ناحية السنية ومعمل إطارات الديوانية لإنتاج كافة إطارات السيارات من علامة (الديوانية) ومعمل الغزل والنسيج على الطريق المؤدي إلى منطقة شنينة كما تحتوى على كثير من المصانع والمعامل تحت ملكية القطاع الخاص كمعامل الطابوق ومعامل الجرش وحقول الدواجن وبحيرات تربية الأسماك الاصطناعية.

## التعليم

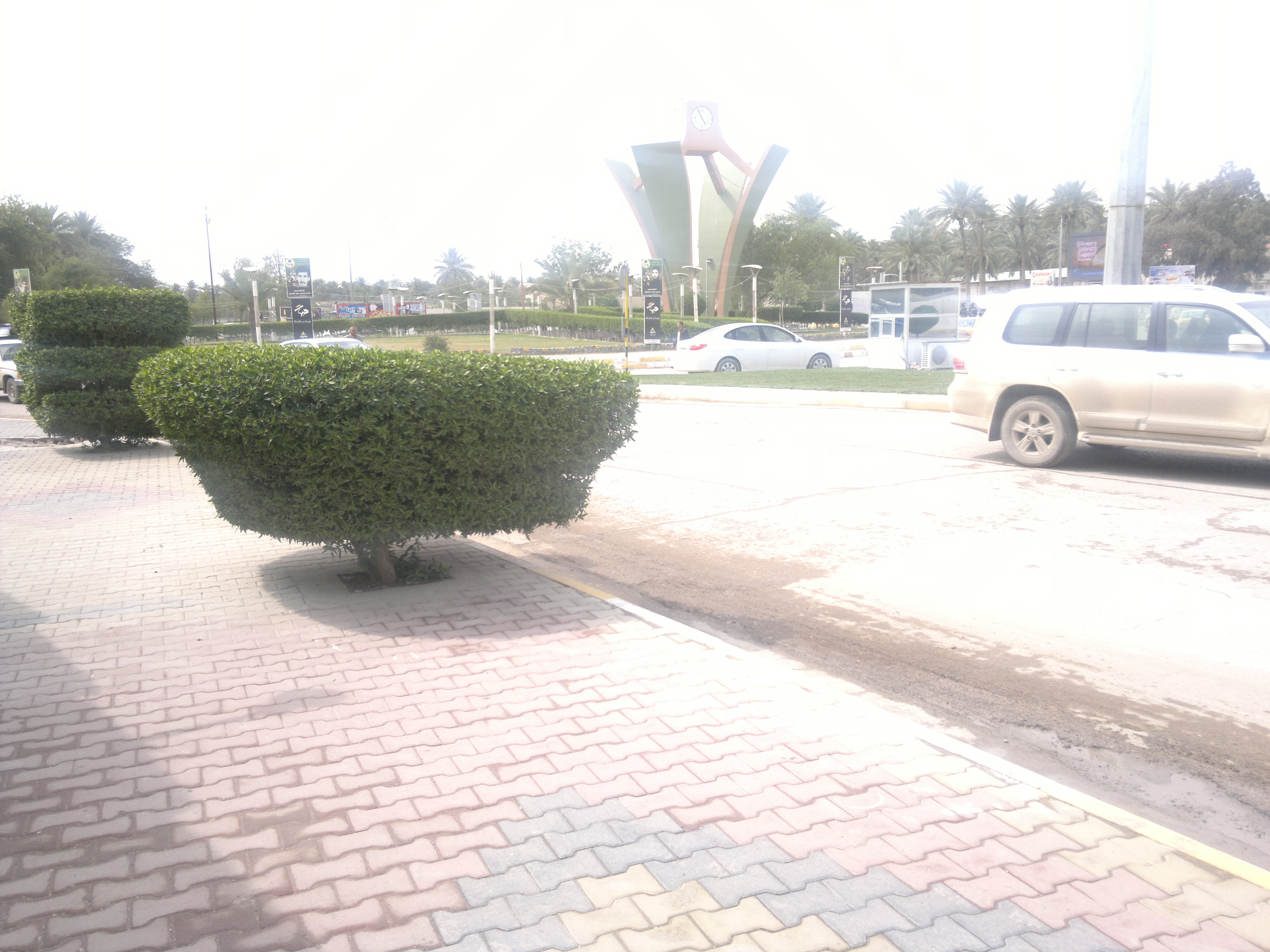
فلكة الساعة قرب مبنى المحافظة في مدينة الديوانية

ويوجد في مدينة الديوانية جامعة حكومية هي جامعة القادسية والتي تأسست في أواخر الثمانينيات من القرن الماضي وتضم كليات مثل التمريض والصيدلة والعلوم والقانون والآداب والتربية والزراعة والطب وغيرها.
حيث يتوافد عليها بعض الطلبة من المحافظات المجاورة ومن الأقضية والنواحي للمحافظة وتبعد هذه الجامعة عن مركز مدينة الديوانية حوالي 6 كم وهي تقع على الطريق القديم المؤدي لمدينة الحلة، ويوجد معهد فني في المحافظة يبعد عن مركز المدينة حوالي 6 كم
وتضم أيضاً كلية الإمام الكاظم (عليه السلام) للعلوم الإسلامية الجامعة / أقسام الديوانية وهي أحد الكليات الحكومية التابعة لديوان الوقف الشيعي وتضم خمس أقسام علمية وهي (العلوم المالية والمصرفية، القانون، هندسة تقنيات الحاسوب، علوم القرآن والحديث، اللغة الإنجليزية) وتقع في شارع المحافظة الجديدة مقابل دائرة الضريبة.

## الآثار الدينية والتاريخية
تضم المحافظة مقامات وأضرحة لعدد من الشخصيات الإسلامية المقدسة لدى الشيعة كما تضم آثاراً لأقدم الحضارات في العالم القديم منها: أطلال مدينة نفر التي كان اسمها «نيبور» على مشارف مدينة عفك التي تبعد 25 كلم من الديوانية وكانت تلك الحاضرة المركز الروحي للسومريين في الألف الثالث قبل الميلاد وقد بدأ التنقيب في أطلالها عام 1889 م من قبل الإنكليزي بيترسن ثم تلاه هاينز عام 1893م الذي أظهر المدينة ومعالمها وزقورتها الرئيسية للآلهة انليل السومري.

ومن المواقع التاريخية فيها مدينة أوروك أو الوركاء التي اشتق منها اسم العراق لاحقاً كما ورد في الدراسات المتأخرة وهي من أهم مدن السومريين في الألف الرابع قبل الميلاد وتقع أطلالها اليوم على مساحة ثمانية كيلومترات مربعة. وفيها نقبت بعثة آثاري ألمانية كشفت على مراحل سمو حضارة هذه ساكني هذه الأرض في القدم. ثم تضطلع هذه الأرض من السواد بعد الفتح الإسلامي بأهمية موقعها المتاخم للبادية والتي تعتبر جزء من أرض ذي قار وشهدت حركات فكرية وسياسية عديدة وقد نشأت على تخومها مدينة الهاشمية أولى عواصم بني العباس قبل الرحيل إلى بغداد.

### الآثار الدينية والمزارات المقدسة
| - مرقد النبي أيوب في مدينة الديوانية. - مرقد محمد بن موسى الكاظم في مركز المدينة. - مرقد النبي مدين بعد 4 كم عن الديوانية. - مقام النبي يونس في عفك. - مقام النبي عمران في الدغارة | - مرقد الحمزة (أحمد الغريفي البحراني) في الحمزة - مرقد بنات الحسن السيدة خولة والسيدة فريال في الحمزة - مرقد محمد (المسمى بالعريس) بن العباس بن علي بن ابي طالب | - مقام النبي شعيب في قضاء الدغارة - مرقد ابن الكاظم المعروف أبو شهاب في الدغارة - مرقد محمد بن الحسن المثنى - مرقد عيسى بن زيد بن علي بن الحسين بن علي بن أبي طالب في الشنافية. - مرقد عبد الله بن الحسن المثنى بن الحسن بن علي في الشنافية. |

### الآثار التاريخية
تحوي محافظة القادسية على أكثر من 300 موقع أثري منها:
- نفر (نيبور)
- الدريهمية
- إيسن
- أبو صلابيخ
- زيلبات
- بسماية
- أبو حطب
- مدينة ماراد (ونه وصدوم)[15]

## سكان محافظة القادسية
يذكر إحصاء أجرته السلطات قبل إبريل/نيسان عام 1920م أن مجموع سكان لواء الديوانية (و الذي لم يكن يشمل الشامية) كان 204 ألف و 500 نسمة.

بلغ عدد سكان المحافظة في تعداد عام 1987 حوالي 559850 نسمة. وفي تعداد 1997 حوالي 751331 نسمة. 
وبعد سقوط النظام في 2003 قدرت الأمم المتحدة سكان المحافظة بـ 886,500 نسمة.

أما في عام 2011 فبلغ عدد السكان 1,219,783نسمة.
أما في سنة 2014 فبلغ 1,320,000 نسمة.

## معرض صور

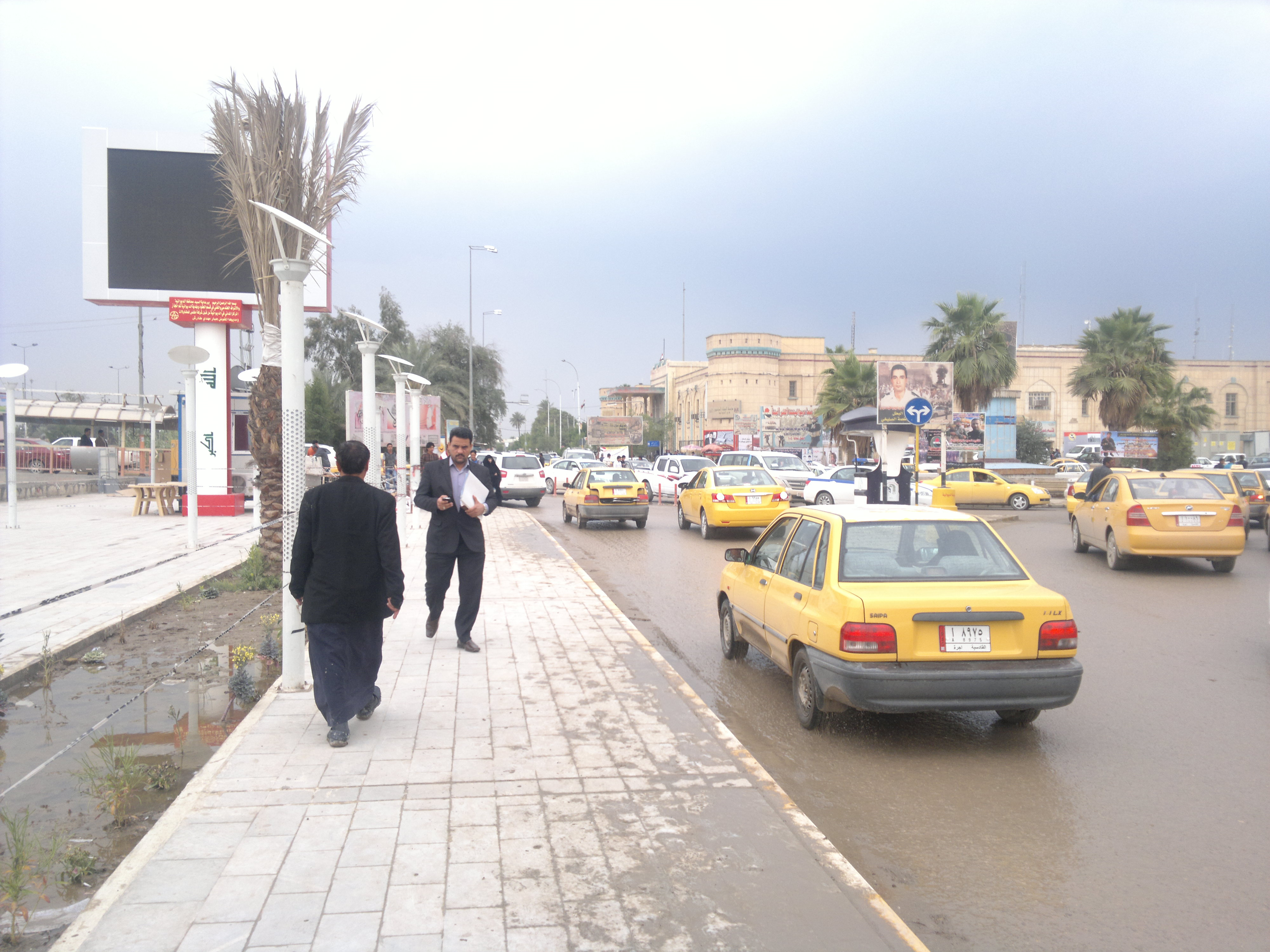
صور متنوعة من محافظة القادسية
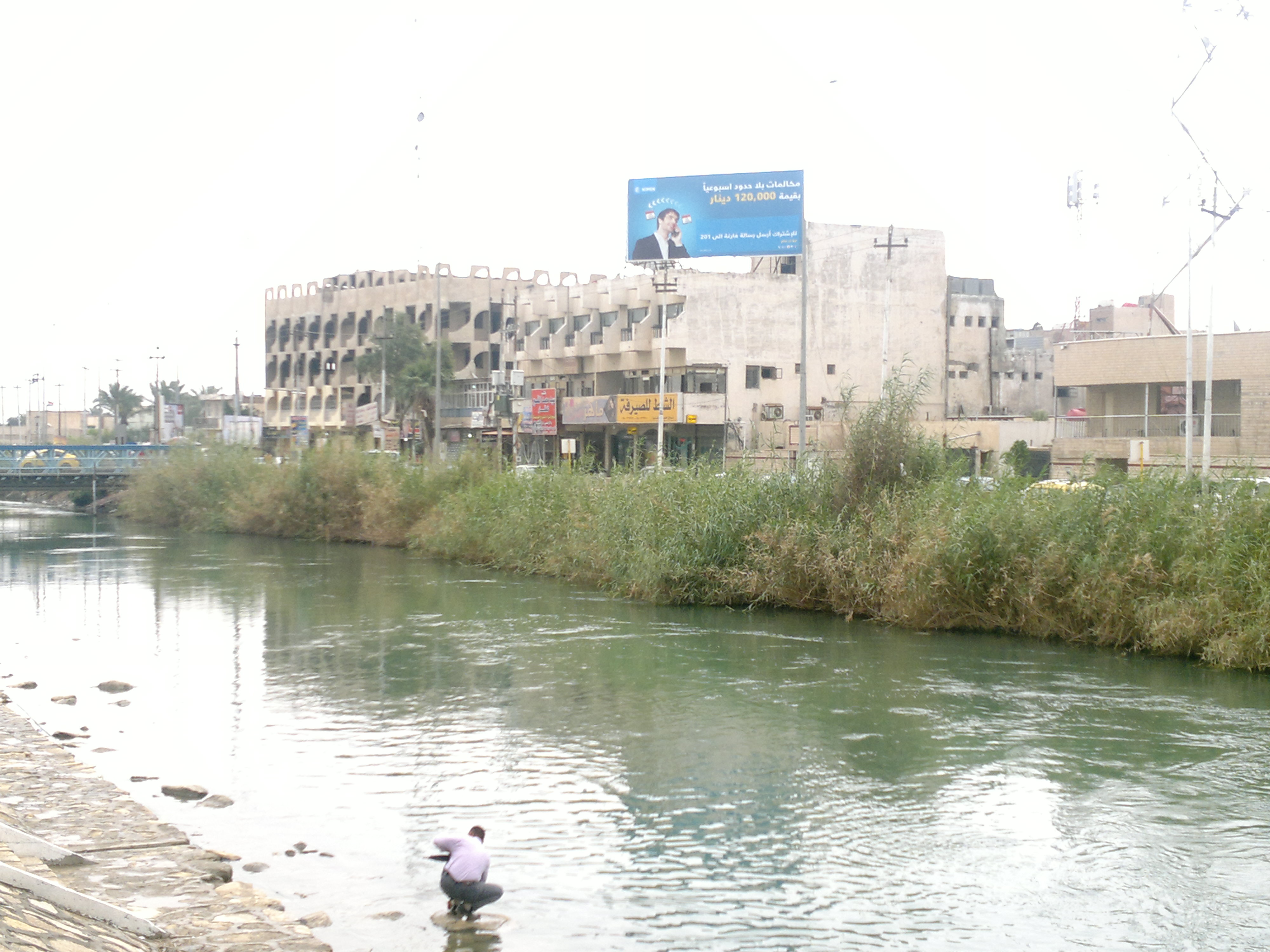
صور متنوعة من محافظة القادسية
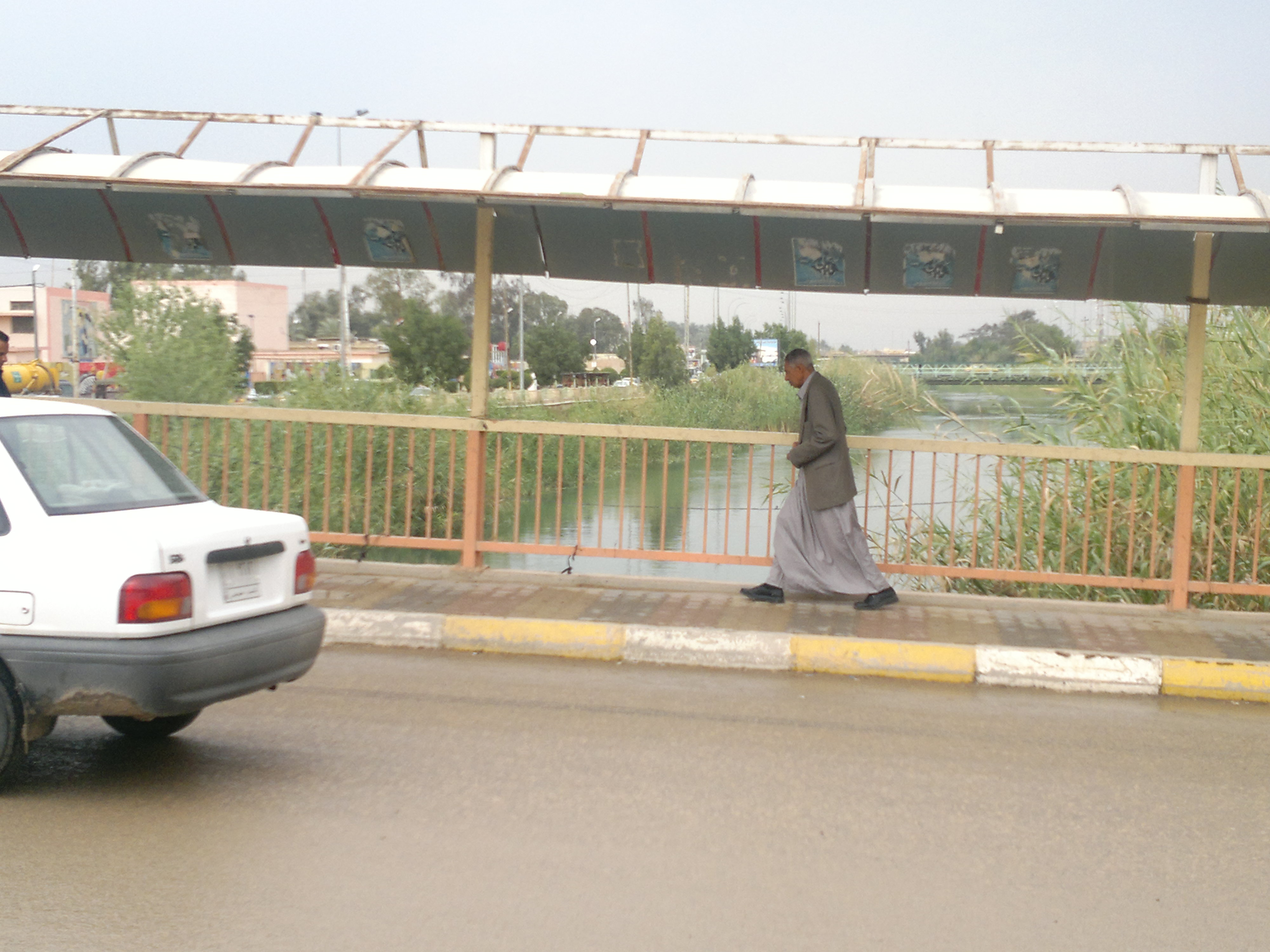
صور متنوعة من محافظة القادسية
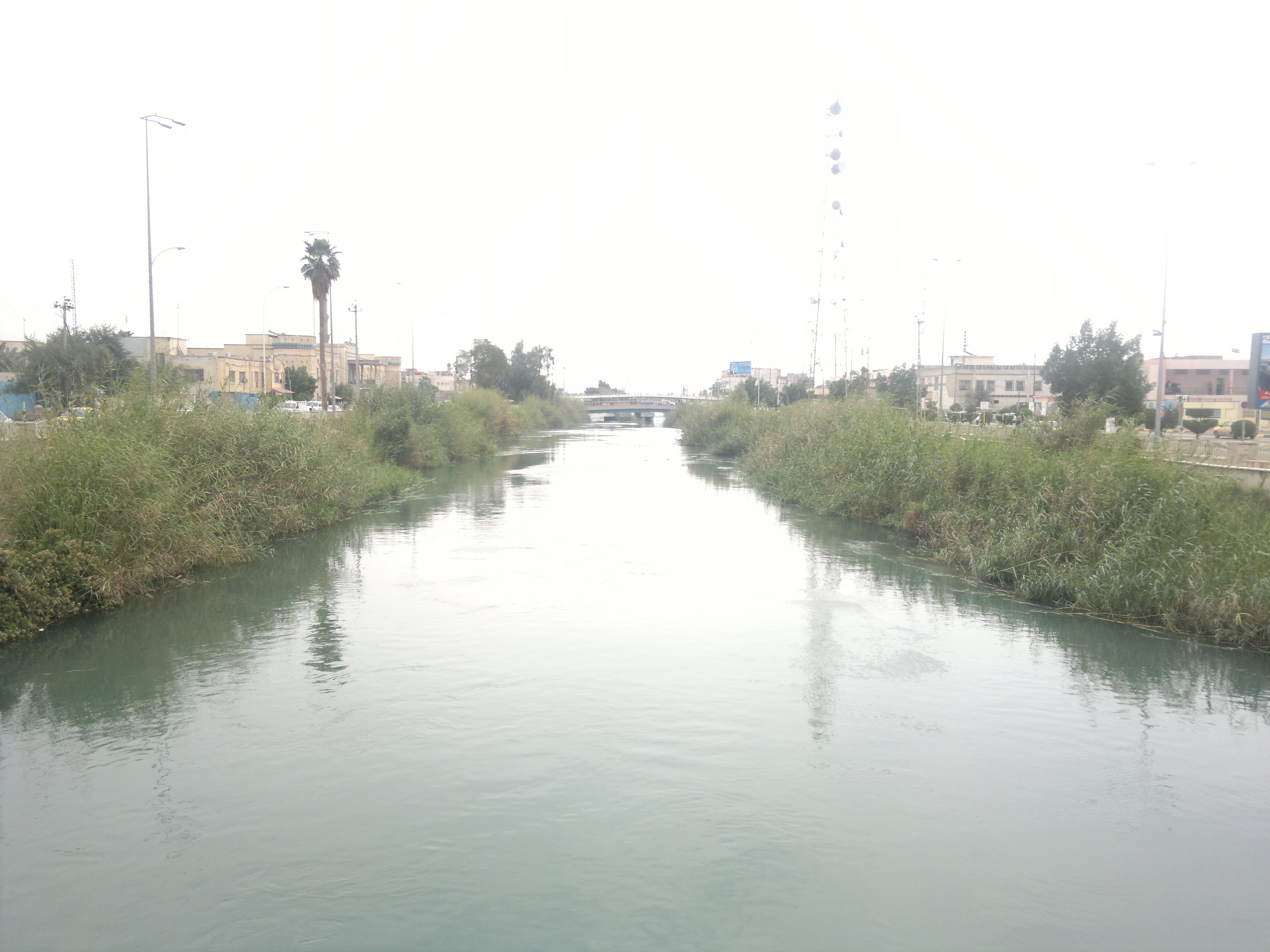
صور متنوعة من محافظة القادسية
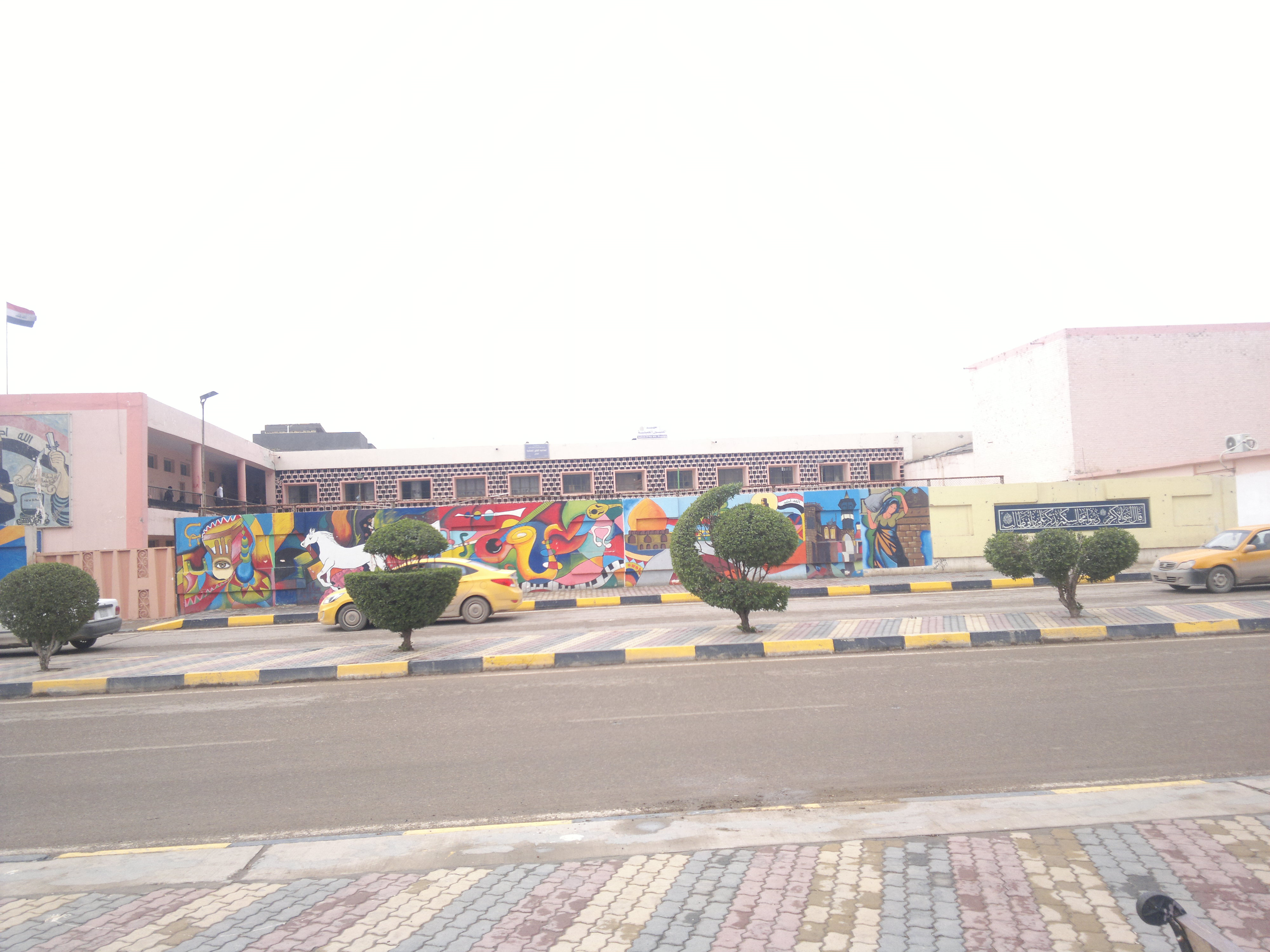
صور متنوعة من محافظة القادسية
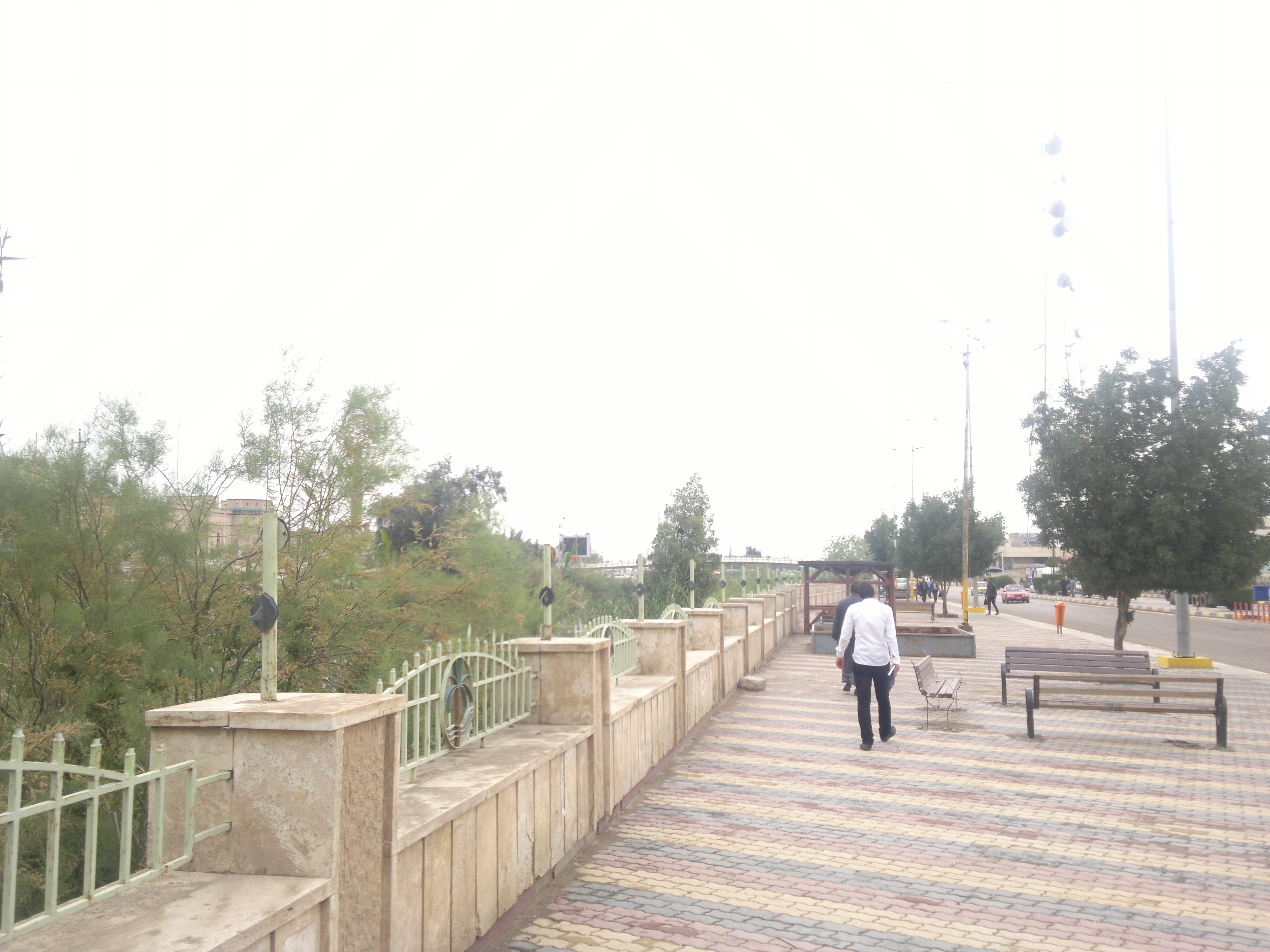
صور متنوعة من محافظة القادسية
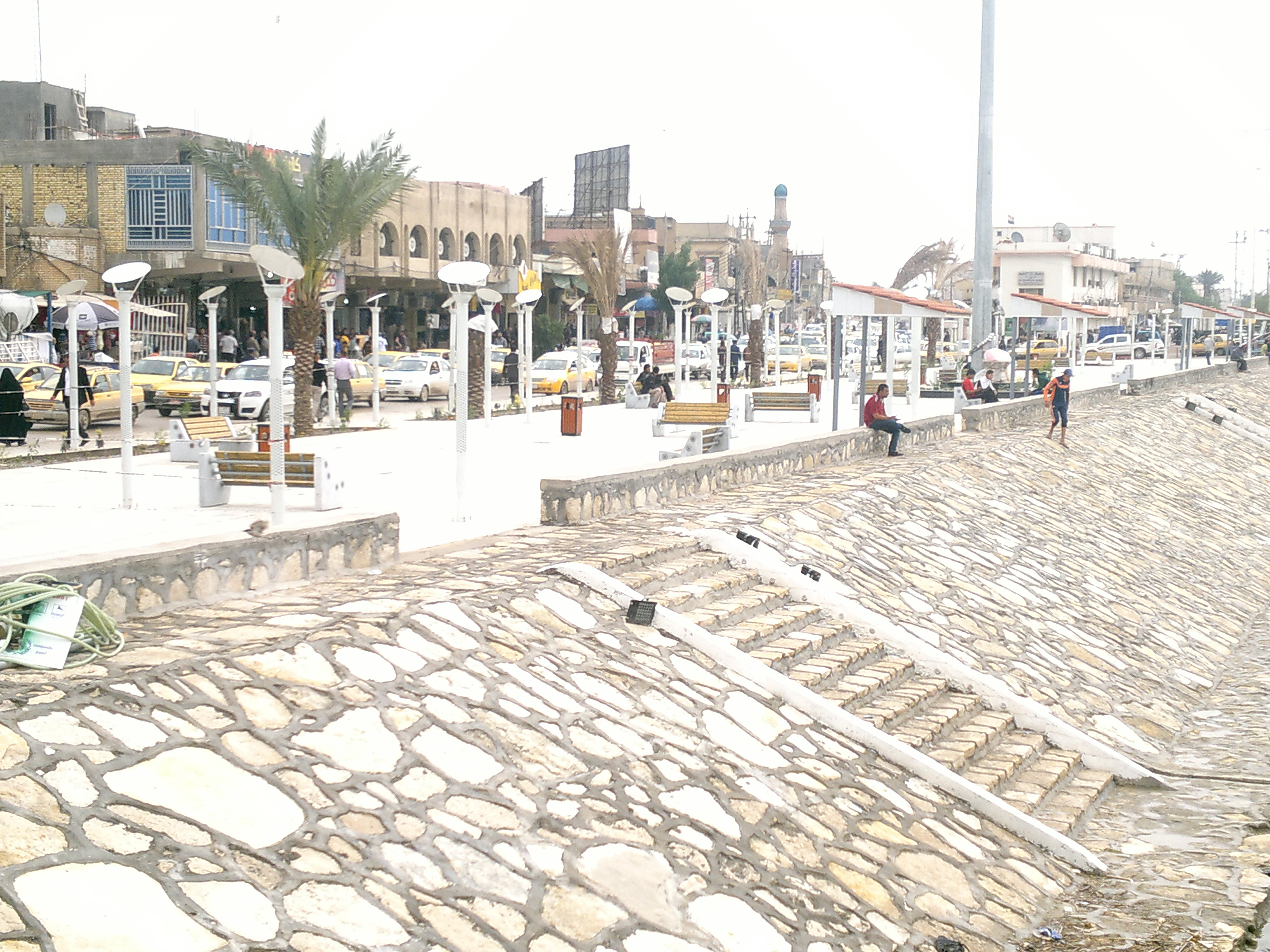
صور متنوعة من محافظة القادسية
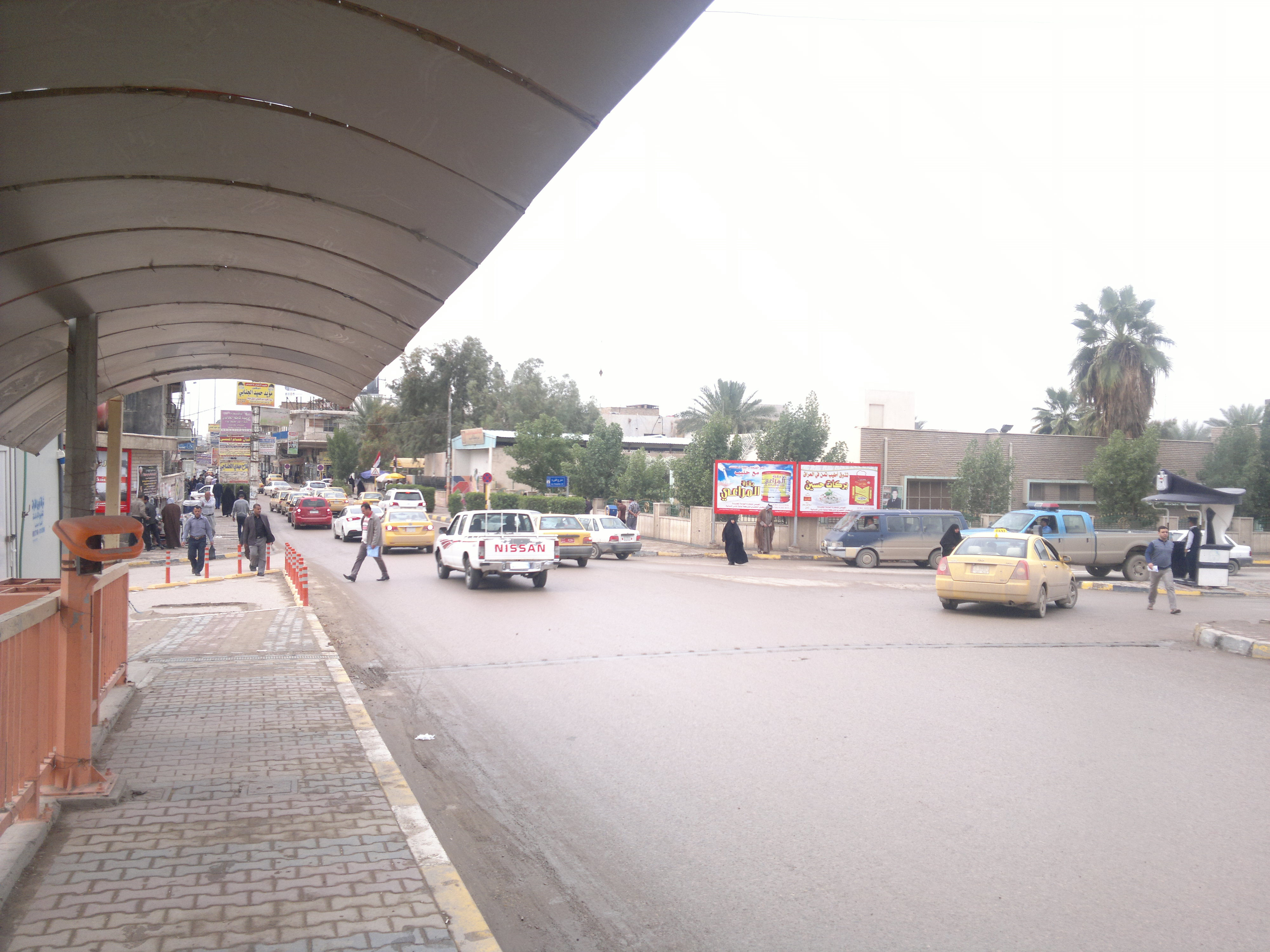
صور متنوعة من محافظة القادسية
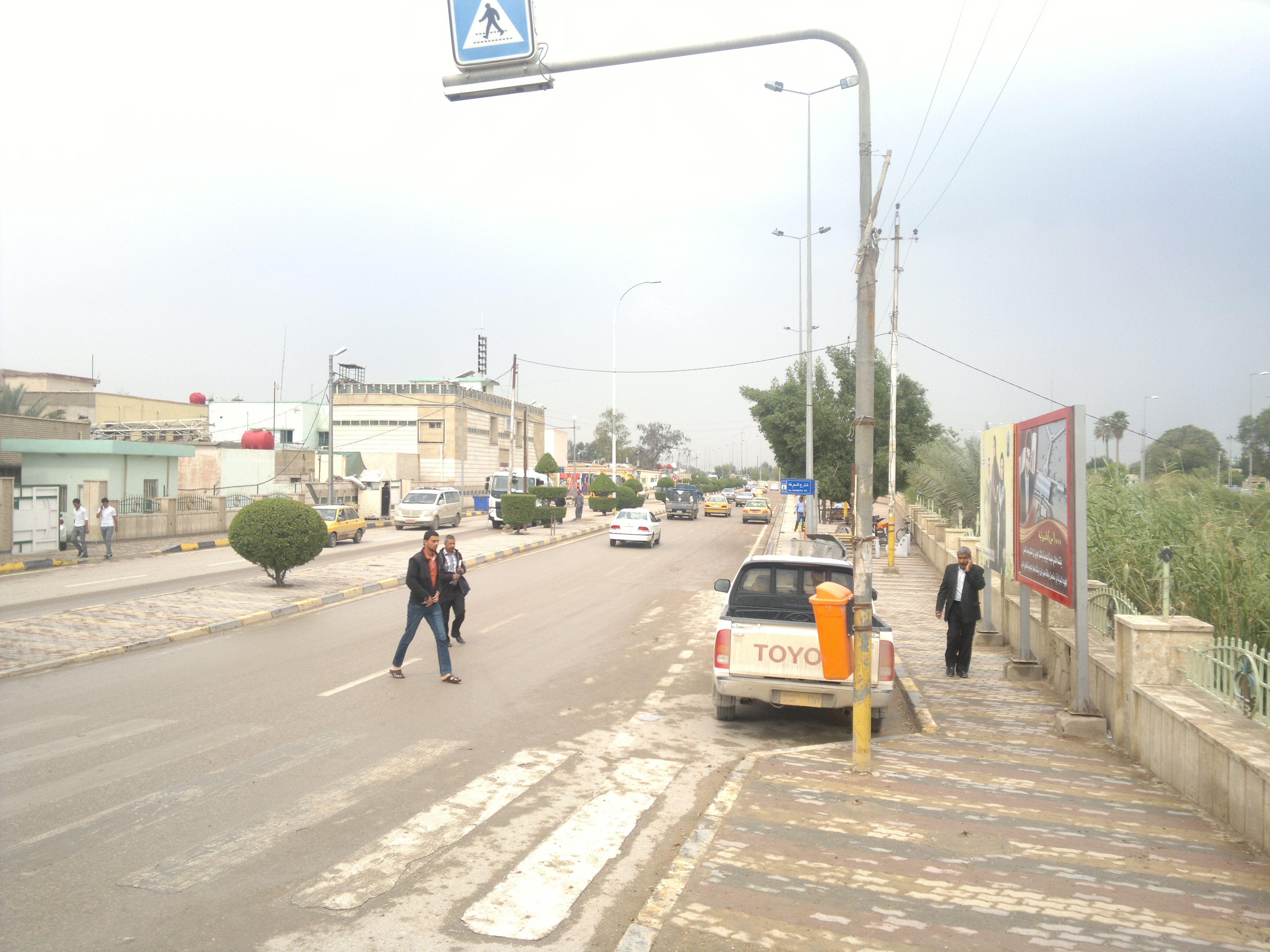
صور متنوعة من محافظة القادسية
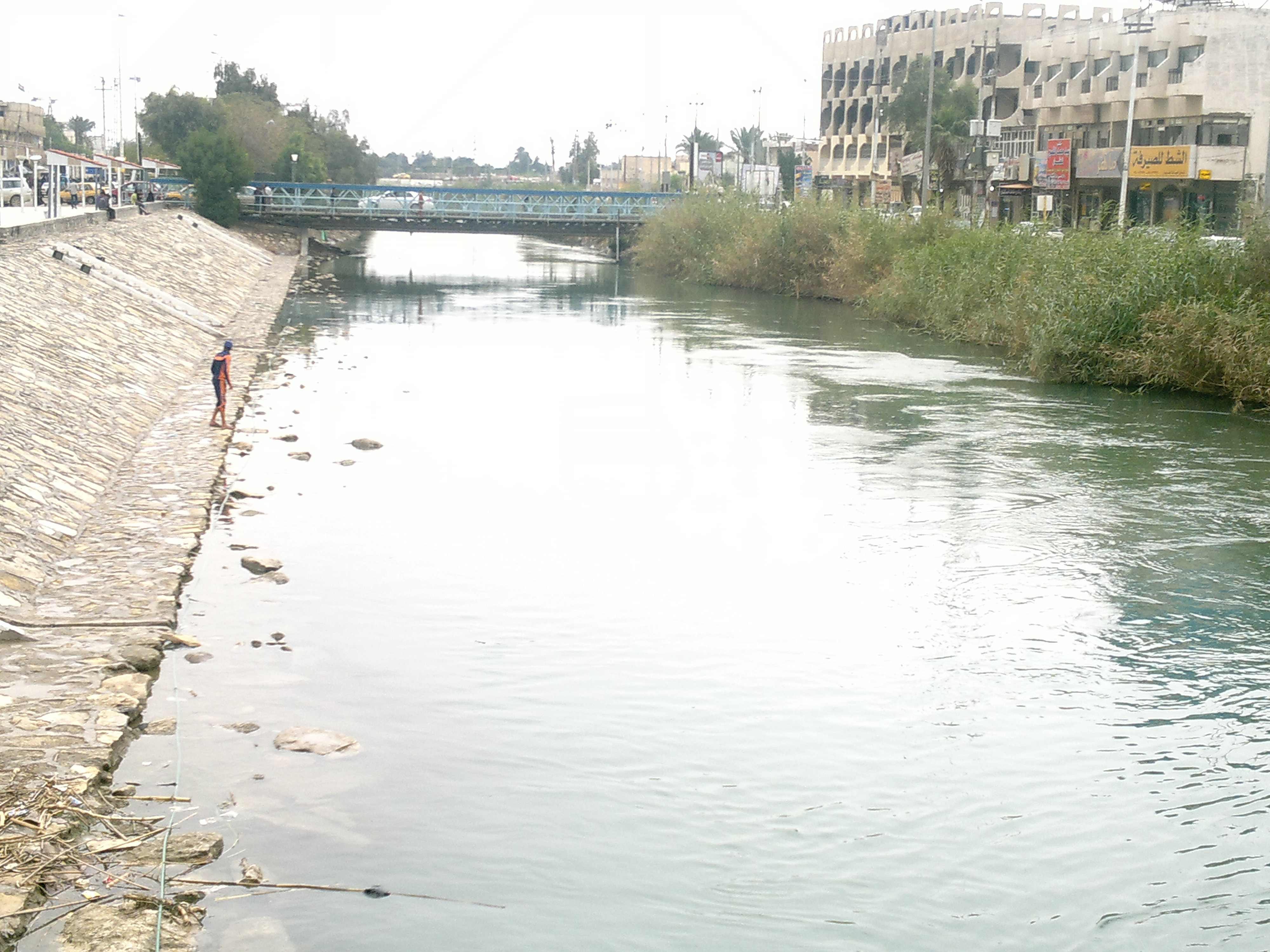
صور متنوعة من محافظة القادسية
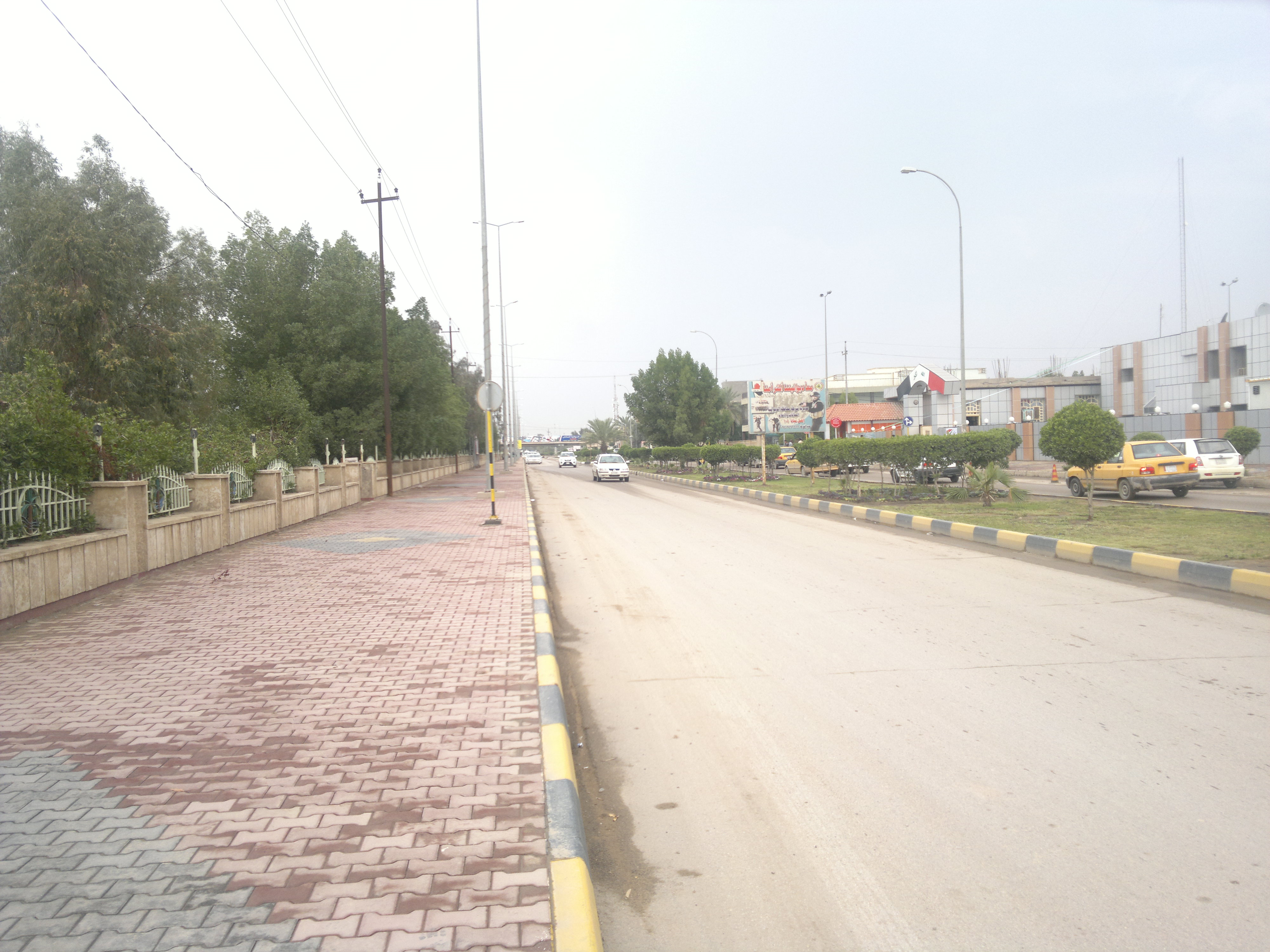
صور متنوعة من محافظة القادسية
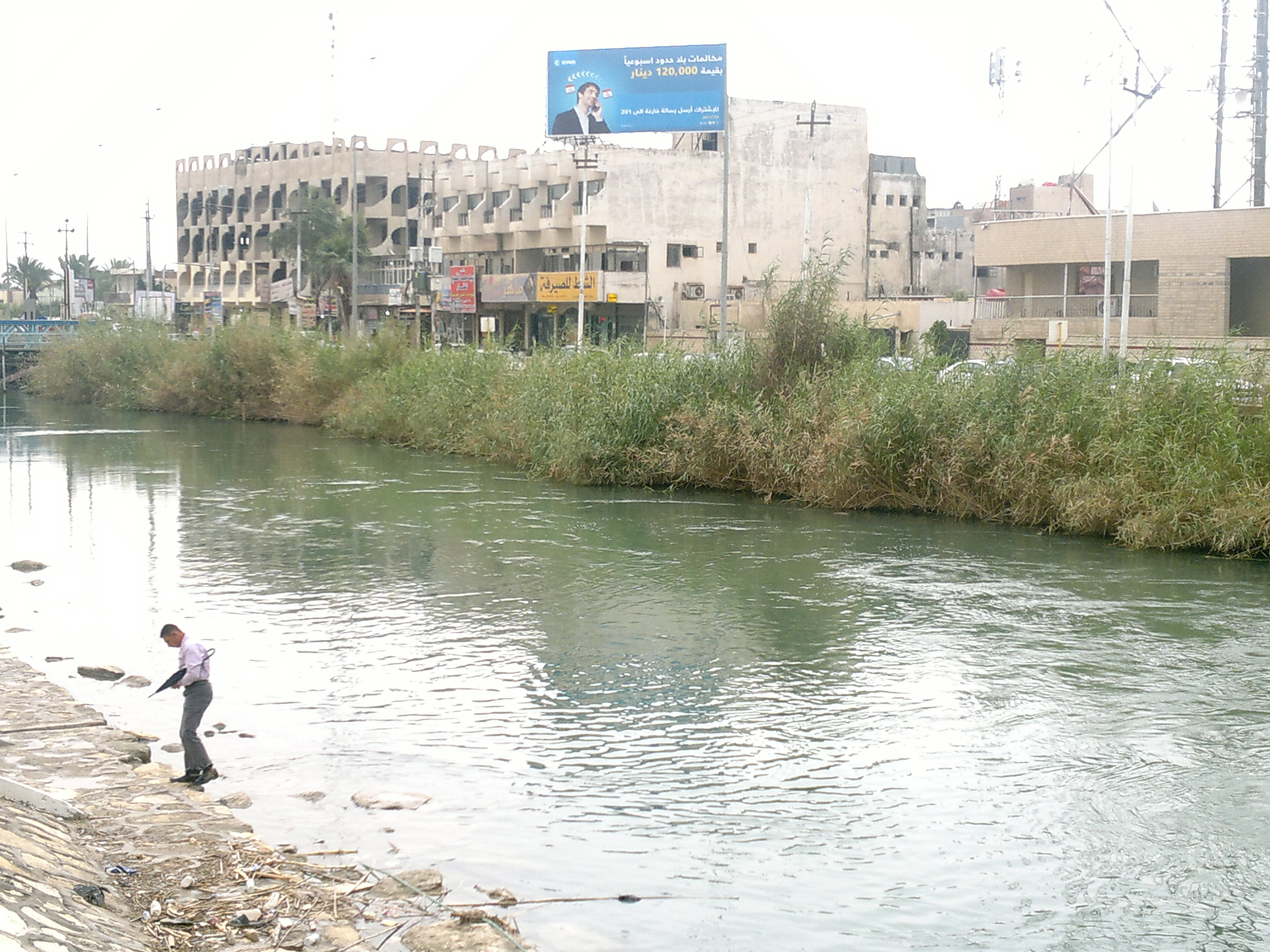
صور متنوعة من محافظة القادسية

## وصلات خارجية
- موقع محافظة القادسية
- موقع مديرية العقود في مجلس المحافظة (متوقف)
- وكالة الديوانية نيوز
- هيئة استثمار الديوانية